# Falia
Falia (griechisch Φάλια, türkisch Falya oder Gökçebel), auch Phalia oder Faleia (griechisch Φάλεια), ist eine Gemeinde im Bezirk Paphos in der Republik Zypern. Bei der Volkszählung im Jahr 2021 hatte sie 2 Einwohner.
Das Dorf liegt in einem Ruinenzustand.

## Name
Falia bedeutet auf Griechisch so viel wie „Explosion“. Goodwin vermutet allerdings, dass der Name vom Wort vallies abgeleitet sein könnte, was so viel wie „Tal“ bedeutet, und dass der Ort früher Vallia hieß. Die Zyperntürken nahmen 1958 den alternativen Namen Gökçebel an.

## Lage und Umgebung

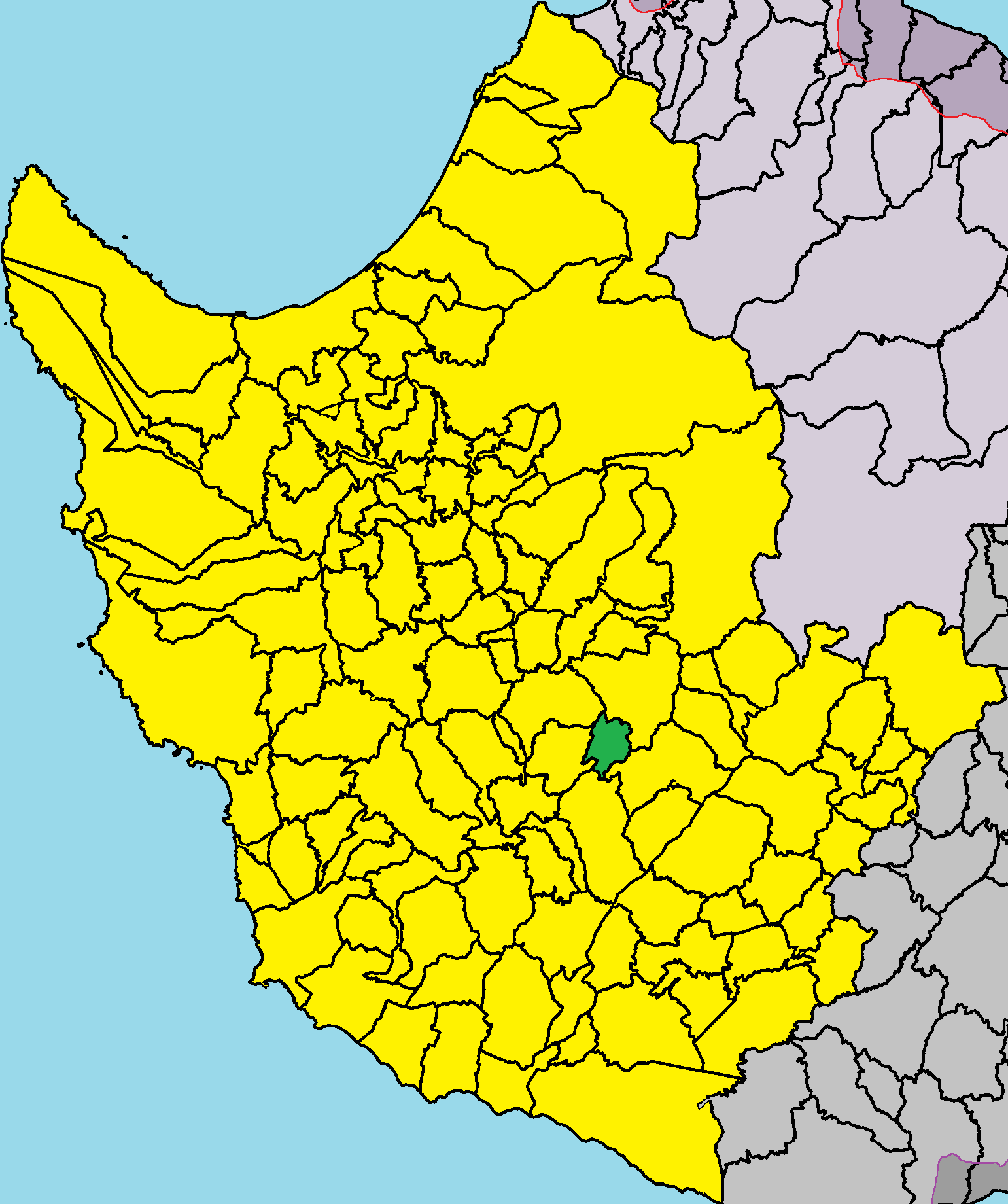
Lage im Bezirk Paphos

Falia liegt im Westen der Mittelmeerinsel Zypern auf einer Höhe von etwa 545 Metern, etwa 29 Kilometer nordöstlich von Paphos, 77 Kilometer nordwestlich von Limassol und 130 Kilometer südwestlich von Nikosia. Das 4,03781 Quadratkilometer große Dorf grenzt im Norden an Choulou und Statos-Agios Fotios, im Osten an Pentalia, im Süden an Amargeti und im Westen an Lemona. Das Dorf kann über einen Abzweig der Straße E702 erreicht werden.

## Bevölkerungsentwicklung
Während der gesamten britischen Zeit schwankte die Gesamtbevölkerung des Dorfes ständig. Auf die Ende 1963 begonnenen interkommunale Kämpfe, beschlossen die Zyperntürken Falia am 7. Februar 1964, das Dorf zu evakuieren und in Axylou Zuflucht zu suchen.
Bis zur türkischen Invasion von 1974 war es ein türkisch-zypriotisches Dorf mit 247 Einwohnern laut Volkszählung 1973. Dann flohen mehr als 100 der Zyperntürken aus dem Dorf und machten sich auf den Weg über die Berge zum nördlichen Teil Zyperns. Die restlichen 88 Personen wurden am 30. August 1975 unter UNFICYP-Eskorte in den Norden gebracht. Danach war das Dorf unbewohnt, bis bei der Volkszählung im Jahr 2001 4 Einwohner gezählt wurden.
Die folgende Tabelle zeigt die Bevölkerung des Dorfes, wie sie in den in Zypern durchgeführten Volkszählungen erfasst wurde.
| Jahr      | 1881 | 1891 | 1901 | 1911 | 1921 | 1931 | 1946 | 1960 | 1973 | 1976 | 1982 | 1992 | 2001 | 2011 | 2021 |
| Einwohner | 134  | 140  | 154  | 130  | 126  | 137  | 201  | 190  | 247  | 0    | 0    | 0    | 4    | 2    | 2    |